# Liliana Bayonzo
Liliana Amelia Bayonzo (Presidencia Roque Sáenz Peña, 2 de junio de 1955) es una arquitecta y política argentina de la Unión Cívica Radical. Se desempeñó como diputada nacional por la provincia del Chaco por dos mandatos consecutivos, de 2001 a 2009, y como vicepresidenta segunda de la Cámara de Diputados de la Nación Argentina entre 2007 y 2009.

## Biografía
Nació en Presidencia Roque Sáenz Peña (Chaco) en junio de 1955. Se recibió de arquitecta en la Universidad Nacional del Nordeste en 1987.
Entre 1997 y 2001 integró la Cámara de Diputados de la Provincia del Chaco. En 1999 fue autora de la ley provincial que creó un programa de prevención y asistencia «a las madres niñas, a los padres niños y a su entorno familiar».
En las elecciones legislativas de 2001 fue elegida diputada nacional por la provincia del Chaco en la lista de la Alianza para el Trabajo, la Justicia y la Educación. Fue reelegida en 2005 por la alianza Frente de Todos, con mandato hasta 2009. Fue presidenta de la comisión de Vivienda y Ordenamiento Urbano, y vocal en las comisiones de Obras Públicas; de Pequeñas y Medianas Empresas; de Población y Desarrollo Humano; y de Tercera Edad.
El 19 de diciembre de 2007 fue elegida vicepresidenta segunda de la Cámara de Diputados de la Nación, siendo reelegida en diciembre de 2008.
En el ámbito partidario, fue delegada por Chaco en el Comité Nacional de la Unión Cívica Radical entre 2008 y 2010. En abril de 2017 fue elegida secretaria de la Convención Nacional de la Unión Cívica Radical.